# 玛乔丽·鲍恩

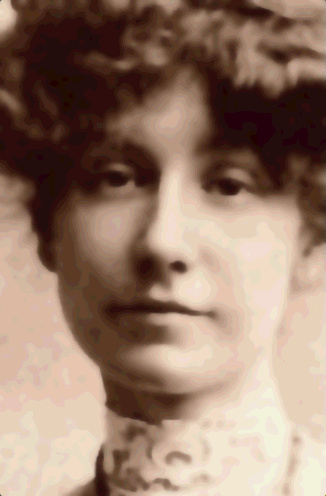
玛乔丽·鲍恩

玛乔丽·鲍恩（Margaret Gabrielle Vere Long，1885年11月1日 - 1952年12月23日） ，是一位英国作家。 
玛乔丽·鲍恩曾就读于斯莱德美术学院。  16 岁时，她的第一部小说完稿，这是一部以中世纪的意大利为背景的历史小说。  她向好幾家出版商投稿，但是有些出版商發現這部歷史小說的作者是一位16歲的小姑娘，於是拒絕出版。  不過這部小說最终還是出版，并成为畅销书。 此后，玛乔丽·鲍恩就以寫作為生。
1938年，為避免欧洲發生战争，玛乔丽·鲍恩在一份呼吁召开国际和平会议的請願書上簽名。 
1952年12月23日，玛乔丽·鲍恩在卧室摔倒并出現了腦震盪，當天就在伦敦的一家醫院去世。 